# NGC 4543
NGC 4543 é uma galáxia elíptica (E3) localizada na direcção da constelação de Virgo. Possui uma declinação de +06° 06' 56" e uma ascensão recta de 12 horas, 35 minutos e 20,2 segundos.
A galáxia NGC 4543 foi descoberta em 27 de Dezembro de 1827 por John Herschel.